# Imperatiu
L'imperatiu és un temps verbal que expressa una ordre i que només es pot utilitzar en oracions afirmatives; per a la forma negativa s'ha de fer servir el present de subjuntiu. L'imperatiu no té primera persona del singular i presenta irregularitats; sobretot en les segones persones d'alguns verbs.